# For Crying Out Loud
"For Crying Out Loud" is een nummer van de Amerikaanse zanger Meat Loaf. Het nummer werd uitgebracht als de zevende en laatste track op zijn debuutalbum als solo-artiest Bat Out of Hell uit 1977.

## Achtergrond
"For Crying Out Loud" is geschreven door Jim Steinman en geproduceerd door Todd Rundgren. Het nummer werd oorspronkelijk geschreven voor de musical Kid Champion uit 1975. Een demoversie van het nummer werd opgenomen door een onbekende zanger. In dezelfde musical kwam het nummer "Bosco False Start" voor, waarin een reprise van "For Crying Out Loud" verwerkt zat.
"For Crying Out Loud" is, volgens zowel Meat Loaf als Steinman, het beste nummer dat Steinman ooit heeft geschreven. Meat Loaf noemde het daarnaast het beste liefdeslied ooit. Steinman noemde de regel "And can't you see my faded Levis bursting apart" de meest gedurfde regel op het album, omdat het over een erectie gaat. Volgens Meat Loaf is het nummer bepalend geweest in zijn carrière: "Ik weet dat het niet het populairste nummer is, maar dat nummer deed precies wat het moest doen. Het maakte mijn carrière."
"For Crying Out Loud" veroorzaakte de enige ruzie die Meat Loaf en Steinman ooit hebben gehad. Steinman had het nummer op laten nemen door acteur André De Shields, zonder dit aan Meat Loaf te laten weten. Tijdens een repetitie vertelde hij het toch, waarbij hij zei hoe De Shields het zong. Meat Loaf gooide hierop een piano om en zei dat Steinman hem nooit moest vertellen hoe iemand anders een nummer zingt.
"For Crying Out Loud" verscheen nooit als A-kant van een single, maar werd wel uitgebracht op de B-kant van zowel "You Took the Words Right Out of My Mouth (Hot Summer Night)" als "Two Out of Three Ain't Bad". Desondanks bleek het een populair nummer; zo kwam het in Nederland in 2021 binnen in de NPO Radio 2 Top 2000 op plaats 1901. Meat Loaf had het nummer, na de tournee ter promotie van Bat Out of Hell, 25 jaar niet meer live gespeeld. Pas in 2004 stond het tijdens een concert weer op de setlist.

## NPO Radio 2 Top 2000
| Nummer met noteringen in de NPO Radio 2 Top 2000 | '21  | '22  | '23  | '24  |
| ------------------------------------------------ | ---- | ---- | ---- | ---- |
| For Crying Out Loud                              | 1901 | 1596 | 1656 | 1569 |

1. ↑  Een vetgedrukt getal geeft de hoogste notering aan.
2. ↑  2021 was het eerste jaar met een notering voor dit nummer.